# Al Shabab Al Arabi Club 2006-2007
Questa voce raccoglie le informazioni riguardanti l'Al Shabab Al Arabi Club nelle competizioni ufficiali della stagione 2006-2007.

## Risultati
- UAE Football League:
- Coppa del Presidente: Semi-Finale

## Staff tecnico
- Allenatore:  Ilie Balaci
- Vice-allenatore:  Alciney Miranda

## Rosa
| N. |                                | Ruolo | Calciatore        |
| -- | ------------------------------ | ----- | ----------------- |
| 1  | Emirati Arabi Uniti (bandiera) | P     | Ismail Rabee Juma |
| 12 | Emirati Arabi Uniti (bandiera) | D     | Mohamed Ahmed     |
| 5  | Emirati Arabi Uniti (bandiera) | C     | Ali Al Hammadi    |
| 99 | Iran (bandiera)                | C     | Iman Mobali       |
| 18 | Emirati Arabi Uniti (bandiera) | P     | Ismail Rabea      |

| N. |                                | Ruolo | Calciatore     |
| -- | ------------------------------ | ----- | -------------- |
| 4  | Iran (bandiera)                | D     | Mehrdad Oladi  |
| 3  | Emirati Arabi Uniti (bandiera) | A     | Salem Saad     |
| 19 | Liberia (bandiera)             | A     | Arcadia Toe    |
| 7  | Iran (bandiera)                | A     | Javad Kazemian |
| 23 | Ghana (bandiera)               | A     | Prince Tagoe   |